# Proruaca
Proruaca é um gênero de traça pertencente à família Arctiidae.